# Familia noastră trăsnită
Familia noastră trăsnită (titlul original: în cehă Naše bláznivá rodina) este un film de comedie cehoslovac, realizat în 1968 de regizorul Jan Valášek, protagoniști fiind actorii Bohumila Houdková și Jarmila Srbová în rolurile principale ale copiilor, Jiřina Jirásková și Vladimír Menšík în rolurile părinților.
Filmul alb-negru relatează povestea comică a unei familii din Praga la sfârșitul anilor 1960. După moartea prematură a directorului Jan Valášek în 1968, filmul a fost finalizat de Karel Kachyňa.

## Rezumat
Povestea filmului este spusă din punctul de vedere a două fiice răutăcioase dintr-o familie obișnuită la prima vedere, din Praga la sfârșitul anilor 1960. Ambii părinți sunt angajați, iar bunica ajută la creșterea fetelor, astfel că apartamentul este mereu plin de viață. Fiica mai mică, în vârstă de doisprezece ani, recent întoarsă de la spital din cauza rănilor cauzate căderii sub o macara, bănuiește brusc că tatăl ei este infidel mamei sale și că părinții lor sunt pe cale să divorțeze. Fetele își urmăresc tatăl și mama să vadă ce fac, unde merg și trăiesc diverse aventuri. Dar concluzia lor este că schimbarea comportamentului părinților și schimbarea atmosferei în familie se datorează faptului că aceștia așteaptă un frățior și că totul este în regulă. Povestea filmului este completată de comportamentul trăsnit al părinților și al bunicii.

## Distribuție
- Bohumila Houdková – Jana, 12 ani
- Jarmila Srbová – Zuza, sora Janei, 17 ani
- Jiřina Jirásková – mama, Solničková
- Vladimír Menšík – tatăl, ing. Luděk Solnička
- Jiřina Šejbalová – bunica
- Bohuš Záhorský – zarzavagiul Skoumal
- Jaromír Hanzlík – membru al companiei VB (miliția)
- Karolina Slunéčková – asistenta medicală
- Josef Bláha – primarul
- Ferdinand Krůta – portarul
- Karel Urbánek – vecinul Masát
- Zdenek Hodr – profesorul de matematică